# Бретт, Реджинальд, 2-й виконт Ишер
Реджинальд Балиол Бретт, 2-й виконт Ишер (англ. Reginald Baliol Brett, 2nd Viscount Esher; 30 июня 1852 — 22 января 1930) — британский пэр, историк и либеральный политик. Близкий друг и советник королей Эдуарда VII и Георга V.

## Происхождение и образование
Реджинальд, известный как Реджи, Бретт родился 30 июня 1852 года в Лондоне. Старший сын Уильяма Балиола Бретта, 1-го виконта Ишера (1815—1899), и его жены Эжени Майер (1814—1904). Мать «Реджи» была француженкой-падчерицей Джона Гервуда, редактора Wellington’s Dispatches.
Он получил образование в Итонском колледже (где его наставником был Уильям Джонсон Кори) и в Тринити-колледже Кембриджского университета, получив степень магистра искусств.

## Придворный, дипломат и депутат-либерал
В 1880 году Реджинальд Бретт, будучи в молодости консерватором, был избран в Палату общин от Пенрина и Фалмута в качестве члена Либеральной партии. Он был личным парламентским секретарем военного министра, лорда Хартингтона. В 1885 году Реджинальд Бретт проиграл выборы в Палату общин в Плимуте, ушел из публичной политики в пользу закулисной роли. Он сыграл важную роль в рейде Джеймсона 1895 года, энергично защищая империалиста Сесила Родса.
В 1895 году Реджинальд Бретт стал постоянным секретарем в Управлении общественных работ, где Эдуард, принц Уэльский, был впечатлен его рвением и преданностью пожилой королеве Виктории. В Виндзорском замке был построен лифт, чтобы поднять пожилую королеву наверх в отремонтированном дворце. В Кенсингтонском дворце Бретт возил королеву в инвалидной коляске, чтобы она могла вернуться в детство. Преданный королевский слуга еще более тесно сотрудничал с Эдуардом VII после его коронации в 1902 году.
После смерти своего отца 24 мая 1899 года Реджинальд Бретт унаследовал титулы 2-го виконта Ишера из Ишера в графстве Суррей и 2-го барона Ишера из Ишера в графстве Суррей, став членом Палаты лордов Великобритании.
В 1901 году лорд Ишер был назначен заместителем лейтенанта Беркшира и стал заместителем губернатора и констеблем Виндзорского замка. Он оставался близким к королевской семье до самой своей смерти. К концу 1903 года Эшер встречался или переписывался с королем Эдуардом VII каждый день. Он жил в «Orchard Lea», Winkfield на краю Большого парка. В этот период он помогал редактировать документы королевы Виктории, опубликовав работу под названием «Переписка королевы Виктории» (1907).
С 1903 года виконт Ишер избегал должности, но был членом Южноафриканской военной комиссии лорда Элгина, которая расследовала почти полный провал британской армии в англо-бурской войне. В это время он ежедневно писал королю (и проводил по три-четыре встречи в день с советником короля лордом Ноллисом), информируя его о взглядах комиссии, партийных лидеров и гражданских служащих военного министерства, с которыми он все еще поддерживал связь со времен работы на лорда Хартингтона.
С 1904 по 1918 год виконт Ишер был постоянным членом Комитета имперской обороны, руководя его подкомитетом, известным как Комитет Ишера. За кулисами он оказал влияние на многие военные реформы до Первой мировой войны и был сторонником англо-французского Антанты. Он был председателем Комитета по восстановлению военного министерства. Это рекомендовало радикальную реформу британской армии, включая создание Армейского совета, и учредило Комитет имперской обороны, постоянный секретариат, к которому Ишер присоединился в 1905 году. С 1904 года все назначения в военном министерстве одобрялись и часто предлагались лордом Ишером.
Участие лорда Ишера в территориальных войсках не ограничивалось военным министерством. Он был первым председателем, назначенным в 1908 году в Ассоциацию территориальных войск графства Лондон, и её президентом с 1912 года до своей смерти, кроме того, он был назначен почетным полковником 5-го (резервного) батальона Королевских стрелков в 1908 году и занимал ту же должность в 6-й бригаде графства Лондон, Королевской полевой артиллерии, с 1910 по 1921 год.
В 1909 году Реджинальд Бретт был назначен заместителем лейтенанта графства Лондон и адъютантом короля Эдуарда VII. Лорд Ишер отказался от многих государственных должностей, включая пост вице-королевства Индии и военного министра, на которые предлагал его назначить Эдуард VII.
Во время Первой мировой войны Эшер, по описанию одного писателя, был фактическим главой британской разведки во Франции, сообщая о внутренней и политической ситуации во Франции, хотя он и говорил своему сыну, что предпочитает не занимать официальную должность, на которой ему пришлось бы выполнять приказы. Его сын Морис Бретт основал в Париже бюро под названием Intelligence Anglaise, которое информировало его отца через небольшую шпионскую сеть со связями с газетными журналистами.
Частично по совету лорда Ишера военное министерство провело крупную реорганизацию в 1917 году. Он рекомендовал объединить командования, при которых все британские военные командования будут контролироваться только из Имперского военного министерства Уайтхолла.

## Историк и выход на пенсию
В 1922 году лорд Ишерр был принят в Тайный совет Великобритании. В 1928 году он стал констеблем и губернатором Виндзорского замка — должность, о которой он всегда мечтал, и занимал ее до своей смерти в 1930 году.
Лорд Ишер также был историком; помимо вышеупомянутой работы, он также опубликовал работы о короле Эдуарде VII и лорде Китченере. Вместе с либеральным депутатом Льюисом Харкортом он основал Лондонский музей, который открыл свои двери 5 марта 1912 года. Его мемуары "Башни в облаках " были опубликованы в 1927 году. После его смерти его сыновья опубликовали четыре тома его «Дневников и писем» (1934—1938).

## Награды
- Рыцарь-командор Королевского Викторианского ордена в 1901 году
- Рыцарь-командор Ордена Бани в 1902 году
- Рыцарь Большого креста Королевского Викторианского ордена в 1905 году
- Командор Ордена Почетного легиона.

## Семья
24 сентября 1879 года Реджинальд Бретт женился на Элеоноре Ван де Вейер (12 июня 1861 — 7 февраля 1940), дочери бельгийского посла Сильвена Ван де Вейера и Элизабет Энн Стерджис Бейтс. У супругов было четверо детей.
- Оливер Сильвен Балиол Бретт, 3-й виконт Ишер (23 марта 1881 — 8 октября 1963), старший сын и преемник отца. Он женился на Антуанетте Хекшер, дочери Августа Хекшера
- Подполковник Достопочтенный Морис Винер Баллиол Бретт (24 апреля 1882 — 18 августа 1934), с 1911 года был женат на известной актрисе мюзиклов Зене Дэр.
- Достопочтенная Дороти Эжени Бретт (10 ноября 1883 — 27 августа 1977), художница и член группы Блумсбери. Она училась в Школе изящных искусств Слейда и провела годы в Нью-Мексико
- Достопочтенная Сильвия Леонора Бретт (25 февраля 1885 — 11 ноября 1971), стала последней рани Саравака 24 мая 1917 года после провозглашения её мужа Чарльза Вайнера Брука раджой.